# Cap'n Jazz
I Cap'n Jazz sono un gruppo post-hardcore di Chicago, fondato nel 1989 dai fratelli Tim e Mike Kinsella. Fanno parte della scena Midwest emo.

## Storia
Il gruppo nacque da un'idea del chitarrista quindicenne Tim che coinvolse il fratello appena dodicenne Mike, a cui si aggiunsero poi gli amici Sam Zurick e Victor Villareal. La band cominciò a riscuotere un discreto successo nella zona di Chicago. Nel 1994 entrò nella band il chitarrista Davey von Bohlen.
I Cap'n Jazz registrarono alcuni singoli per delle etichette indipendenti nei primi anni '90. Nel 1994 pubblicarono il loro primo album Burritos, Inspiration Point, Fork Balloon Sports, Cards in the Spokes, Automatic Biographies, Kites, Kung Fu, Trophies, Banana Peels We've Slipped on and Egg Shells We've Tippy Toed Over, meglio conosciuto come Shmap'n Shmazz.
La breve ma intensa storia del gruppo si concluse nel luglio del 1995, poco dopo l'uscita di Shmap'n Shmazz. Il gruppo si sciolse, ma i componenti continuarono le loro attività nell'ambito musicale in progetti separati che riscossero altrettanto successo come Make Believe, The Promise Ring, American Football, Owls, Ghosts and Vodka, Joan of Arc e Owen.
Nel 1998 l'etichetta Jade Tree Records pubblica un doppio disco intitolato Analphabetapolothology, che contiene tutto il materiale registrato dei Cap'n Jazz, da Shmap'n Shmazz ai primi singoli, dal materiale pubblicato negli split ai demo.
Nel 2010 il gruppo si è esibito occasionalmente dal vivo per la prima volta dopo lo scioglimento.

## Formazione
- Tim Kinsella – voce
- Mike Kinsella – batteria, voce
- Sam Zurick – basso
- Victor Villarreal – chitarra, voce
- Davey von Bohlen – chitarra, voce (dal 1994)

## Discografia

### Album in studio
- 1994 – Burritos, Inspiration Point, Fork Balloon Sports, Cards in the Spokes, Automatic Biographies, Kites, Kung Fu, Trophies, Banana Peels We've Slipped On and Egg Shells We've Tippy Toed Over (anche noto come Shmap'n Shmazz)

### Raccolte
- 1998 – Analphabetapolothology